# Mauro Camoranesi
Mauro Germán Camoranesi Serra (Tandil, Buenos Aires, 4 de octubre de 1976) es un exfutbolista y entrenador ítalo-argentino que jugaba como centrocampista o extremo derecho. Actualmente dirige al Anorthosis Famagusta.
Teniendo sus inicios en las juveniles de Gimnasia y Esgrima, comenzó su carrera deportiva en Aldosivi, con el que debutó como profesional en 1994. Con un breve paso en Santos Laguna y con Montevideo Wanderers, y destacando en Banfield y en su regreso a México con Cruz Azul, en el 2000 llega al Verona de Italia. Sus grandes actuaciones le permitieron llegar a la Juventus en 2002, donde permaneció hasta 2010. En su primera temporada con el club turinés ganó la Serie A y la Supercopa de Italia, llegando también a la final de la UEFA Champions League, obteniendo en total cuatro títulos a nivel nacional (una Serie A, una Serie B, dos Supercopas de Italia). En 2010 se unió al Stuttgart alemán, antes de regresar a Argentina con Lanús, y posteriormente retirarse en Racing en 2014. A finales de ese año comenzó su carrera como entrenador, y desde entonces ha dirigido al Coras y Cafetaleros en México, Tigre en Argentina, y al Tabor Sežana y Maribor en Eslovenia.
Con la selección de fútbol de Italia participó en dos Eurocopas, una Copa Confederaciones y en dos ediciones de la Copa Mundial de Fútbol, siendo su mejor resultado el campeonato obtenido en la Copa Mundial de Fútbol de 2006 luego de superar por 5-3 en tanda de penaltis a la selección de Francia en la final. Camoranesi disputó en total 55 partidos con el combinado, en los que marcó 5 goles, siendo el nativo con más apariciones en la historia de la selección italiana.

## Trayectoria

### Como futbolista

#### Inicios en Sudamérica
Dio sus primeros pasos en los equipos juveniles de Gimnasia y Esgrima, en Argentina. En 1994, con 17 Años, comenzó a jugar en el Aldosivi en la tercera división argentina. Firma su primer contrato profesional en México con Santos Laguna, haciendo su debut en primera división el 23 de diciembre de 1995. Después de seis meses con el equipo mexicano y condicionado por un problema en el tobillo, audicionó en Chile con los Santiago Wanderers sin éxito, antes de firmar un acuerdo con los Montevideo Wanderers. Con los Bohemios disputó pocos partidos de la Primera División de Uruguay tras sufrir 10 días de castigo por un pisotón a un árbitro, por lo que se vio obligado a detener la experiencia. En 1997 vuelve a Argentina con el Banfield, consolidándose como un impresionante volante por derecha con una fuerte vocación ofensiva, jugando 38 partidos y anotando 16 goles.

#### Cruz Azul y el salto a la Serie A
En 1998 regresa a México con el Cruz Azul ya como un centrocampiasta consolidado. En el Invierno 1999, la Máquina terminaría sexto en la general y entrarían a la liguilla por el título. En los cuartos de final, luego de tomar ventaja en la ida 1-0 ante el Necaxa, la vuelta terminó con un emocionante 3-4 a favor de Cruz Azul, siendo Mauro el encargado de la primera anotación celeste. La ida de la semifinal contra el América terminó sin anotaciones. Sin embargo, en la vuelta ocurrió algo memorable: muy temprano en el partido, Camoranesi cometió lo que parecía una falta sobre Cuauhtémoc Blanco; la acción fue sancionada injustamente con tarjeta roja por parte de Felipe Ramos Rizo. Enseguida, el entonces argentino rompió en llanto con rumbo a los vestidores, siendo consolado por su rival Fabián Estay, en una de las escenas más recordadas del fútbol mexicano. El Cruz Azul se adelantaría en el marcador vía penal por parte de Francisco Palencia, pero Braulio Luna empataría antes de terminar el primer tiempo. En la segunda parte, el equipo se vio muy replegado por estar claramente en desventaja al tener uno menos, pero sobre el final del partido, un cabezazo de Diego Latorre los metió a la final de torneo. En el partido de ida ante Pachuca terminaría con 2-2 en el marcador. Mauro volvería de la suspensión para el partido de vuelta, sin embargo, terminaron perdiendo por gol de oro en tiempos extras. 
Con Cruz Azul llegó a disputar 75 partidos y anotó 21 goles, siendo muy buenos números para un centrocampista, terminó por llamar la atención del fútbol italiano. En el verano de 2000, Verona lo compra en copropiedad. Con su nueva camiseta debutó en la Serie A el 22 de octubre de 2000, en la victoria 2-0 ante la Lazio y de inmediato se dio a conocer. A nivel personal, marcó cuatro goles esa temporada, incluido uno a la Juventus, en 22 partidos ligueros. Con esto, el equipo logró salvarse del descenso tras el play-off con Reggina. El 25 de junio de 2001, el Verona compró su pase completo al Cruz Azul por 6.000 millones de liras.
En la temporada 2001-02, pese al descenso del Verona a la Serie B, siguió demostrando excelentes dotes técnicos, atrayendo la atención de los observadores de la Juventus, que lo compraron en copropiedad por 4 millones de euros en el verano de 2002 para sustituir al lesionado Gianluca Zambrotta.

#### Juventus de Turín

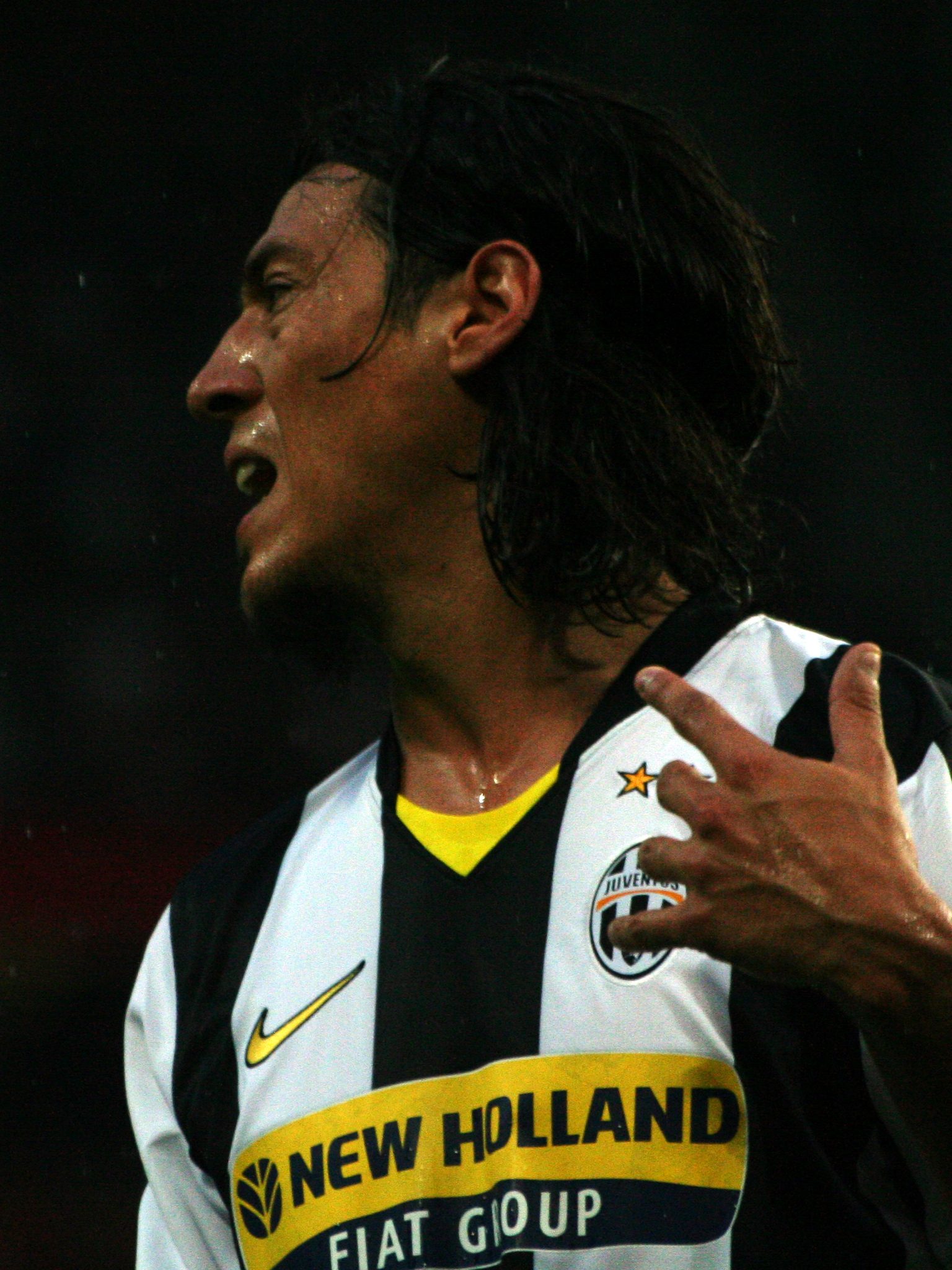
Camoranesi en mayo de 2008.

Debutó con la camiseta de la Juventus el 15 de septiembre de 2002 en la victoria 3-0 ante el Atalanta. En Turín, bajo la dirección técnica de Marcello Lippi, comenzó a jugar de inmediato en su primera temporada, disputando 45 partidos entre liga y copa, anotando 4 goles y ganando su primer scudetto. El 25 de junio de 2003 se canjeó la segunda mitad de su pase por 4,5 millones de euros y un joven jugador de la Juventus.
En las siguientes temporadas permaneció con el equipo de Turín y el 14 de octubre de 2005 amplió su contrato hasta 2009. Con la Juventus ganó dos campeonatos más en 2004-05 y 2005-06, pero el primero fue revocado y el segundo no asignado a los bianconeri, que son degradados al último puesto tras las sanciones del Calciopoli.
En la temporada 2006-07, a pesar de sus solicitudes de transferencia, permaneció con la Juventus después del descenso a la segunda división, anotando 4 goles. El 10 de julio de 2007 amplió su contrato con el club de Turín hasta 2010.
En su regreso a la Serie A, tras el año en la Serie B, marca en el Sant'Elia contra el Cagliari. Más tarde, anotaría también ante el Milán y en el empate del Derby de Italia frente al Inter. Sin embargo, afectado por las lesiones, disputa pocos partidos en la temporada. Vuelve al campo tras una larga parada provocada por la lesión del recto femoral a finales de enero de 2008 en la Copa de Italia ante el Inter, partido en el que es expulsado pocos minutos después de entrar al campo. El 22 de marzo firmó uno de los dos goles con los que la Juventus ganó en el Giuseppe Meazza ante I Nerazzurri. Finaliza su sexta temporada con la Juventus con 22 apariciones y 5 goles.
Al inicio de la temporada 2008-09 amplió su contrato por un año, pero fue víctima de varias lesiones: tras la derrota ante el Palermo el 5 de octubre sufrió una lesión de primer grado en el tendón de la corva del muslo derecho, y estaría completamente disponible nuevamente en noviembre. Juega su primer partido como titular tras el paro el 29 de noviembre en la victoria por 4-0 sobre Reggina, donde sufre una nueva lesión a los 4 minutos de juego: dislocación acromion - claveare derecho de primer grado, permaneció en el terreno de juego hasta el final de la primera parte y marcó la ventaja de la Juventus, su primer gol de la temporada.
En la temporada siguiente fungió más como extremo derecho en el campo, para facilitar la inserción del mediocampista brasileño Diego. Marcó su primer gol de la temporada el 28 de octubre de 2009 en la victoria 5-1 contra la Sampdoria tras una asistencia de Sebastian Giovinco. En la Champions League, en la cuarta jornada de la fase de grupos, marcó el gol de la victoria de la Juventus ante el Maccabi Haifa. Marca su segundo doblete en la Serie A en la victoria 2-5 ante el Atalanta en Bérgamo. Con la Bianconeri, en 8 temporadas, acumuló 224 apariciones y 27 goles en la liga, 11 apariciones y un gol en la Copa de Italia, 50 apariciones y 4 goles en Copas de Europa y 3 apariciones en la Supercopa de Italia para un total de 288 partidos y 32 goles.

#### Stuttgart
El 31 de agosto de 2010, tras terminar su contrato con la Juventus por un acuerdo mutuo, llega como agente libre al Stuttgart, donde encontró a su excompañero en la Juventus Cristian Molinaro. Hizo su debut en la Bundesliga el 11 de septiembre, comenzando en la derrota como visitante por 2-1 ante Friburgo. Su paso por Alemania terminó después de apenas 4 meses, donde Camoranesi sumó 14 apariciones entre el campeonato, la Copa de Alemania y la Europa League. El 26 de enero de 2011 rescindió de forma consensuada el contrato que lo ligaba al club.

#### Vuelta a Argentina y retiro
El 2 de febrero firma un contrato de dos años con Lanús, con la opción de entrenar a los juveniles si decide retirarse. Debutó en el campeonato argentino en el partido ante Arsenal del 14 de febrero cuando, entrando en el minuto 37 del segundo tiempo, brindó una asistencia que su equipo convirtió en el segundo gol, de un 3-1 final. El 23 de julio se convierte en protagonista de un mal episodio: durante un amistoso de pretemporada contra All Boys el ítalo-argentino golpea al uruguayo Juan Pablo Rodríguez con dos puñetazos en la cara, provocando una pelea que terminó con la suspensión del juego. Mauro luego continuó la pelea en el vestuario. El 27 de octubre contra Racing Club, tras ser expulsado, patea al rival Patricio Toranzo en la cara y al salir del campo discute con el técnico del Racing, Diego Simeone. Concluye su año en Lanús con 42 partidos (divididos entre Apertura, Clausura, Copa Libertadores y Copa Sudamericana), con un gol y 12 asistencias.
El 22 de julio de 2012 fue vendido al mismo Racing Club, donde se establece como titular del equipo. Marcó su primer gol con la Biancoceleste el 2 de diciembre en la victoria en casa por 3-1 contra el All Boys. El 13 de febrero de 2014 formalizó su retirada del fútbol jugado al final de la temporada, pero el 16 de abril fue sacado de la plantilla por criticar al técnico Merlo.

### Demanda judicial
En 2010, la Sala I de la Cámara en lo Civil y Comercial de Mar del Plata confirmó un fallo que había condenado al futbolista Mauro Camoranesi a indemnizar a Javier Pizzo. En el clásico de Mar del Plata entre Alvarado y Aldosivi de 1994, Camoranesi, de solo 17 años, cometió un violento foul a Pizzo rompiéndole los ligamentos, los meniscos, el tendón, varios nervios e incluso la cápsula de la rodilla izquierda, dejándole esa pierna con un 36% de movilidad. Además lo dejó con problemas lumbares crónicos. 
Luego de la lesión, Pizzo estudió derecho y denunció a Camoranesi por acabar con su carrera, la cual venía siendo seguida de cerca por clubes grandes de Argentina. Camoranesi en 2011, cuando se desempeñaba en Lanús, le había pisado la cara a Patricio Toranzo, y en la temporada 2012/13, protagonizó un planchazo a Gabriel Heinze, en un partido de Racing ante Newell’s, lo que reforzó el fallo condenatorio inicial. 
La Suprema Corte bonaerense le dio la razón a la decisión de la Cámara Civil y Comercial de Mar del Plata, con lo cual el fallo quedó firme. 

### Como entrenador
SEl 15 de diciembre de 2014 inició su primera experiencia como técnico, en la Liga de Ascenso mexicana, al frente de las Coras de Tepic. Renunció el 19 de agosto de 2015 media hora antes del partido contra Chivas. El 21 de diciembre del mismo año se convirtió oficialmente en el nuevo entrenador del Tigre en la Primera División Argentina. El 17 de marzo de 2016, fue relevado de su cargo, después de conseguir solo 5 puntos en siete partidos de liga. Meses después, el 31 de agosto de 2016, se convirtió en el nuevo entrenador de Cafetaleros de Chiapas, formación de la segunda división mexicana. Renunció el 24 de enero de 2017.
En octubre de 2017 comenzó a seguir el curso especial de entrenamiento de la UEFA B / UEFA A en Coverciano, que califica el entrenamiento de todos los equipos juveniles, los primeros equipos hasta la Serie C y el puesto de auxiliar técnico en la Serie B y Serie A. El 15 de diciembre del mismo año obtuvo la licencia y el 5 de noviembre de 2018 comenzó el curso de entrenamiento de primera clase de la UEFA PRO.
El 3 de enero de 2020 es elegido nuevo entrenador del Tabor Sežana, tercero de la general en la Primera Liga de Eslovenia con 19 puntos. A un día del final del campeonato el equipo se salva, habiendo alcanzado la séptima posición con 46 puntos. El 3 de septiembre se convierte en el nuevo entrenador de Maribor. Después de liderar la mayor parte del campeonato, fue relegado del cargo el 24 de febrero de 2021 con el equipo en segunda posición, a solo dos puntos de los líderes.
En septiembre de 2024, asumió al frente del Karmiotissa. Sin embargo, el 23 de octubre, presentó su renuncia al cargo por motivos personales.
El 29 de noviembre de 2024, fue confirmado como técnico del Anorthosis Famagusta.

## Selección nacional

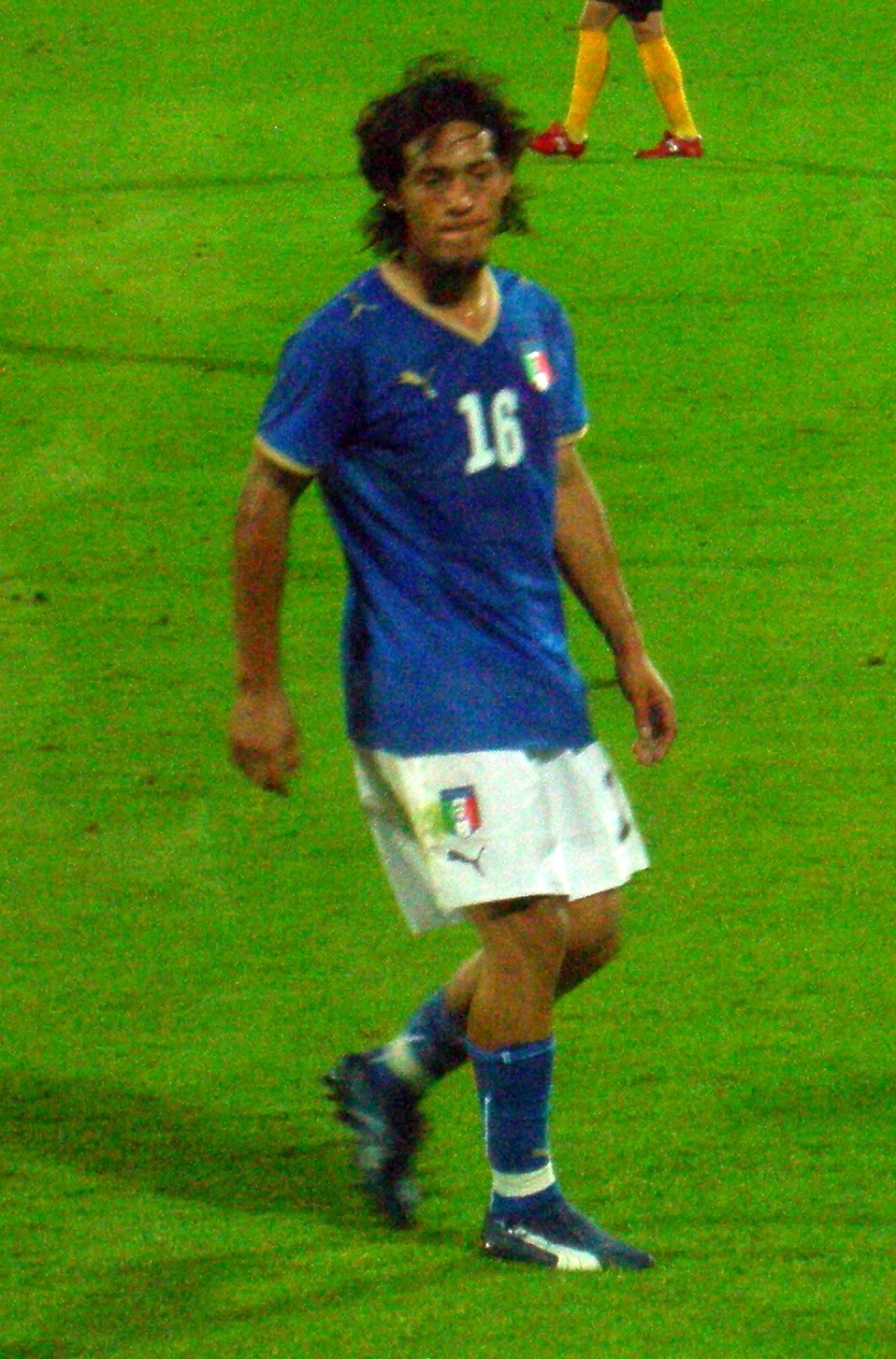
Camoranesi en un partido contra Bélgica en 2008.

Al no ser tomado en cuenta por el cuerpo técnico de Argentina, su país de origen, y gracias a la ley que atribuye la ciudadanía italiana a cualquier persona con al menos una ascendencia italiana, se convierte en ciudadano italiano. Esto le permite ser convocado por el técnico de la selección italiana Giovanni Trapattoni, quien lo hace debutar el 12 de febrero de 2003, a los 26 años, en un partido amistoso frente a Portugal en el Luigi Ferraris, casi 40 años después de Angelo Benedicto Sormani, el último oriundo que vistió la camiseta azul antes que él. Tras su inclusión en el grupo es convocado para la Eurocopa 2004.
Marcello Lippi, que se convirtió en entrenador en 2004, lo convoca para el Copa Mundial de Fútbol de 2006, jugando permanentemente en la banda derecha, donde Italia integró el grupo E junto con Ghana, Estados Unidos y República Checa. Ingresa como suplente en el primer encuentro, disputado el 12 de junio, donde vencieron por 2-0 a los africanos. No vio minutos en el empate 1-1 ante los Estados Unidos, y disputó como titular en el último encuentro del grupo, donde vencieron a los checos por marcador de 0-2. Volvería a ausentarse en los octavos de final ante Australia, donde avanzarían con un solitario gol de Totti al minuto 94. A partir de los cuartos de final, disputaría todos los encuentros como titular hasta la final ante Francia, donde terminaría por coronarse campeón del mundo.
Es nuevamente convocado, ahora bajo la dirección del técnico Roberto Donadoni, para la Eurocopa 2008. Tras avanzar como 2º en el grupo C, en los cuartos de final ante España, el encuentro se extendió hasta la tanda de penales, anotando Camoranesi el tercero para los italianos, finalmente España ganó el encuentro por marcador de 4-2.
Con Lippi de vuelta al timón de los Azzurri, participa en la Copa Confederaciones 2009 en Sudáfrica. Los italianos comenzaron con buen pie luego de ganarle a Estados Unidos, pero perdieron en el tercer partido con Brasil por 3-0 y quedaron eliminados. El 10 de octubre de 2009 marcó uno de los dos goles decisivos en el partido contra Irlanda (2-2), que le dio la clasificación directa para la Copa Mundial de Fútbol de 2010, participando en los dos primeros partidos del grupo. No sale al campo en el tercero, donde terminan eliminados por Eslovaquia. Después de 7 años de militancia, anunció su despedida de la selección.
En la historia de la selección italiana es el nativo con más apariciones, con 55 partidos y marcó 5 goles. Es el séptimo nativo y el único después de la guerra que ha ganado un campeonato mundial con la camiseta azul (para los demás hay que volver atrás a los campeonatos del mundo de 1934 y 1938, cuando fue ganado por Anfilogino Guarisi, Attilio Demaría, Enrique Guaita, Luis Monti, Raimundo Orsi y Michele Andreolo).

### Participaciones en fases finales
| Torneo                      | Categoría                   | Sede                        | Resultado                   | Partidos |
| --------------------------- | --------------------------- | --------------------------- | --------------------------- | -------- |
| Copa Confederaciones 2009   | Absoluta                    | Sudáfrica                   | Primera fase                | 2        |
| Total                       | Total                       | Total                       | Total                       | 2        |
| Copa Mundial del 2006       | Absoluta                    | Alemania                    | Campeón                     | 5        |
| Copa Mundial del 2010       | Absoluta                    | Sudáfrica                   | Primera fase                | 2        |
| Total                       | Total                       | Total                       | Total                       | 7        |
| Eurocopa 2004               | Absoluta                    | Portugal                    | Primera fase                | 2        |
| Eurocopa 2008               | Absoluta                    | Suiza y Austria             | Cuartos de final            | 3        |
| Total                       | Total                       | Total                       | Total                       | 5        |
| Total en selección absoluta | Total en selección absoluta | Total en selección absoluta | Total en selección absoluta | 14       |

## Estadísticas

### Clubes
Actualizado al último partido jugado el 16 de marzo de 2014.
| Club | Div                 | Temporada           | Liga  | Liga  | Liga   | Copas nacionales(1) | Copas nacionales(1) | Copas nacionales(1) | Torneos internacionales(2) | Torneos internacionales(2) | Torneos internacionales(2) | Otras competiciones(3) | Otras competiciones(3) | Otras competiciones(3) | Total | Total | Total  | Media goleadora(4) |
| Club | Div                 | Temporada           | Part. | Goles | Asist. | Part.               | Goles               | Asist.              | Part.                      | Goles                      | Asist.                     | Part.                  | Goles                  | Asist.                 | Part. | Goles | Asist. | Media goleadora(4) |
| --- | ------------------- | ------------------- | ----- | ----- | ------ | ------------------- | ------------------- | ------------------- | -------------------------- | -------------------------- | -------------------------- | ---------------------- | ---------------------- | ---------------------- | ----- | ----- | ------ | ------------------ |
| CA Aldosivi Argentina | 3.ª                 | 1994-95             | 15    | 2     | ?      | —                   | —                   | —                   | —                          | —                          | —                          | —                      | —                      | —                      | 15    | 2     | ?      | 0,13               |
| Santos Laguna · México | 1.ª                 | 1995-96             | 13    | 1     | ?      | —                   | —                   | —                   | —                          | —                          | —                          | —                      | —                      | —                      | 13    | 1     | ?      | 0,07               |
| Montevideo Wanderers · Uruguay | 1.ª                 | 1997                | 6     | 1     | ?      | —                   | —                   | —                   | —                          | —                          | —                          | —                      | —                      | —                      | 6     | 1     | ?      | 0,16               |
| CA Banfield Argentina | 2.ª                 | 1997-98             | 38    | 16    | ?      | —                   | —                   | —                   | —                          | —                          | —                          | —                      | —                      | —                      | 38    | 16    | ?      | 0,42               |
| Cruz Azul · México | 1.ª                 | 1998-99             | 33    | 11    | ?      | —                   | —                   | —                   | 1                          | 0                          | 0                          | 6                      | 0                      | ?                      | 40    | 11    | ?      | 0 28               |
| Cruz Azul · México | 1.ª                 | 1999-00             | 31    | 9     | ?      | —                   | —                   | —                   | —                          | —                          | —                          | 5                      | 1                      | +1                     | 36    | 10    | +1     | 0,27               |
| Cruz Azul · México | Total club          | Total club          | 64    | 20    | ?      | 0                   | 0                   | 0                   | 1                          | 0                          | 0                          | 11                     | 1                      | +1                     | 76    | 21    | +1     | 0,28               |
| Hellas Verona · Italia | 1.ª                 | 2000-01             | 22    | 4     | 3      | 1                   | 0                   | 0                   | —                          | —                          | —                          | 2                      | 0                      | 1                      | 25    | 4     | 4      | 0,17               |
| Hellas Verona · Italia | 1.ª                 | 2001-02             | 29    | 3     | 7      | 1                   | 0                   | 0                   | —                          | —                          | —                          | —                      | —                      | —                      | 30    | 3     | 7      | 0,10               |
| Hellas Verona · Italia | Total club          | Total club          | 51    | 7     | 10     | 2                   | 0                   | 0                   | 0                          | 0                          | 0                          | 2                      | 0                      | 1                      | 55    | 7     | 11     | 0,13               |
| Juventus de Turín · Italia | 1.ª                 | 2002-03             | 30    | 4     | 5      | 2                   | 0                   | 0                   | 13                         | 1                          | 4                          | —                      | —                      | —                      | 45    | 5     | 9      | 0,11               |
| Juventus de Turín · Italia | 1.ª                 | 2003-04             | 26    | 3     | 5      | 6                   | 1                   | 1                   | 4                          | 0                          | 2                          | —                      | —                      | —                      | 36    | 4     | 8      | 0,11               |
| Juventus de Turín · Italia | 1.ª                 | 2004-05             | 36    | 4     | 14     | 1                   | 0                   | 1                   | 9                          | 1                          | 2                          | —                      | —                      | —                      | 46    | 5     | 17     | 0,10               |
| Juventus de Turín · Italia | 1.ª                 | 2005-06             | 34    | 3     | 12     | 1                   | 0                   | 0                   | 9                          | 0                          | 1                          | —                      | —                      | —                      | 44    | 3     | 13     | 0,06               |
| Juventus de Turín · Italia | 2.ª                 | 2006-07             | 33    | 4     | 8      | 2                   | 0                   | 0                   | —                          | —                          | —                          | —                      | —                      | —                      | 35    | 4     | 8      | 0,11               |
| Juventus de Turín · Italia | 1.ª                 | 2007-08             | 22    | 5     | 8      | 1                   | 0                   | 0                   | —                          | —                          | —                          | —                      | —                      | —                      | 23    | 5     | 8      | 0,21               |
| Juventus de Turín · Italia | 1.ª                 | 2008-09             | 19    | 1     | 6      | 1                   | 0                   | 1                   | 6                          | 1                          | 2                          | —                      | —                      | —                      | 26    | 2     | 9      | 0,07               |
| Juventus de Turín · Italia | 1.ª                 | 2009-10             | 24    | 3     | 5      | —                   | —                   | —                   | 9                          | 1                          | 0                          | —                      | —                      | —                      | 33    | 4     | 5      | 0,12               |
| Juventus de Turín · Italia | Total club          | Total club          | 224   | 27    | 63     | 14                  | 1                   | 3                   | 50                         | 4                          | 11                         | 0                      | 0                      | 0                      | 288   | 32    | 77     | 0,11               |
| VfB Stuttgart · Alemania | 1.ª                 | 2010                | 7     | 0     | 1      | 1                   | 0                   | 0                   | 6                          | 0                          | 2                          | —                      | —                      | —                      | 14    | 0     | 3      | 0,00               |
| CA Lanús Argentina | 1.ª                 | 2011                | 17    | 0     | 8      | —                   | —                   | —                   | —                          | —                          | —                          | —                      | —                      | —                      | 17    | 0     | 8      | 0,00               |
| CA Lanús Argentina | 1.ª                 | 2011-12             | 18    | 0     | 4      | —                   | —                   | —                   | 7                          | 1                          | 0                          | —                      | —                      | —                      | 25    | 1     | 4      | 0,04               |
| CA Lanús Argentina | Total club          | Total club          | 35    | 0     | 12     | 0                   | 0                   | 0                   | 7                          | 1                          | 0                          | 0                      | 0                      | 0                      | 42    | 1     | 12     | 0,02               |
| Racing Club Argentina | 1.ª                 | 2012-13             | 27    | 3     | 2      | 2                   | 0                   | 0                   | 1                          | 0                          | 1                          | —                      | —                      | —                      | 30    | 3     | 3      | 0,10               |
| Racing Club Argentina | 1.ª                 | 2013-14             | 12    | 0     | 0      | —                   | —                   | —                   | —                          | —                          | —                          | —                      | —                      | —                      | 12    | 0     | 0      | 0,00               |
| Racing Club Argentina | Total club          | Total club          | 39    | 3     | 2      | 2                   | 0                   | 0                   | 1                          | 0                          | 1                          | 0                      | 0                      | 0                      | 42    | 3     | 3      | 0,07               |
| Total en su carrera | Total en su carrera | Total en su carrera | 492   | 77    | +88    | 19                  | 1                   | 3                   | 65                         | 5                          | 14                         | 13                     | 1                      | +2                     | 589   | 84    | +107   | 0,14               |
| (1) Incluye datos de Copa Italia, Supercopa de Italia, Copa de Alemania y Copa Argentina. (2) Incluye datos de Liga de Campeones de la UEFA, Copa de la UEFA, Copa Libertadores y Copa Sudamericana. |                     |                     |       |       |        |                     |                     |                     |                            |                            |                            |                        |                        |                        |       |       |        |                    |

### Selección
| Selección | Temporada     | Amistosos | Amistosos | Amistosos | Europa(1) | Europa(1) | Europa(1) | Mundial(2) | Mundial(2) | Mundial(2) | Total | Total | Total  | Media goleadora |
| Selección | Temporada     | Part.     | Goles     | Asist.    | Part.     | Goles     | Asist.    | Part.      | Goles      | Asist.     | Part. | Goles | Asist. | Media goleadora |
| --- | ------------- | --------- | --------- | --------- | --------- | --------- | --------- | ---------- | ---------- | ---------- | ----- | ----- | ------ | --------------- |
| Adulta · Italia | 2003          | 2         | 0         | 0         | 4         | 0         | 1         | —          | —          | —          | 6     | 0     | 1      | 0,00            |
| Adulta · Italia | 2004          | 2         | 0         | 0         | 3         | 0         | 0         | —          | —          | —          | 5     | 0     | 0      | 0,00            |
| Adulta · Italia | 2005          | 2         | 0         | 1         | 5         | 1         | 1         | —          | —          | —          | 7     | 1     | 2      | 0,14            |
| Adulta · Italia | 2006          | 4         | 0         | 2         | 2         | 1         | 1         | 5          | 0          | 0          | 11    | 1     | 3      | 0,09            |
| Adulta · Italia | 2007          | —         | —         | —         | 4         | 0         | 1         | —          | —          | —          | 4     | 0     | 1      | 0,00            |
| Adulta · Italia | 2008          | 3         | 1         | 0         | 6         | 0         | 1         | —          | —          | —          | 9     | 1     | 1      | 0,11            |
| Adulta · Italia | 2009          | 5         | 0         | 0         | 4         | 1         | 1         | 2          | 0          | 0          | 11    | 1     | 1      | 0,09            |
| Adulta · Italia | 2010          | —         | —         | —         | —         | —         | —         | 2          | 0          | 0          | 2     | 0     | 0      | 0,00            |
| Total carrera | Total carrera | 18        | 1         | 3         | 28        | 3         | 6         | 9          | 0          | 0          | 55    | 4     | 9      | 0,07            |
| (1) Incluye los partidos de la Copa América (2004) y Clasificatorias Sudamericanas (2003-05). (2) En caso de la selección olímpica, incluye datos de los Juegos Olímpicos (2004) |               |           |           |           |           |           |           |            |            |            |       |       |        |                 |

### Resumen estadístico
| Competición           | Partidos | Goles | Promedio |
| --------------------- | -------- | ----- | -------- |
| Primera División      | 417      | 56    | 0,13     |
| Segunda División      | 71       | 20    | 0,28     |
| Tercera División      | 31       | 0     | 0,00     |
| Copas nacionales      | 18       | 1     | 0,05     |
| Copas internacionales | 64       | 5     | 0,07     |
| Selección Absoluta    | 55       | 5     | 0,09     |
| Total                 | 656      | 87    | 0,13     |

### Estadísticas como entrenador
| Club                   | País      | Año           | PJ  | G  | E  | P  | Efectividad % |
| ---------------------- | --------- | ------------- | --- | -- | -- | -- | ------------- |
| Coras                  | México    | 2014 - 2015   | 24  | 7  | 9  | 8  | 41.67%        |
| Tigre                  | Argentina | 2015 - 2016   | 7   | 1  | 2  | 4  | 23.81%        |
| Cafetaleros de Chiapas | México    | 2016 - 2017   | 14  | 4  | 2  | 8  | 33.33%        |
| NK Tabor Sežana        | Eslovenia | 2020          | 18  | 9  | 3  | 6  | 55.56%        |
| NK Maribor             | Eslovenia | 2020 - 2021   | 21  | 11 | 6  | 4  | 61.9%         |
| Floriana Football Club | Malta     | 2023 - 2024   | 31  | 21 | 5  | 5  | 73.12%        |
| Karmiotissa            | Chipre    | 2024          | 2   | 1  | 0  | 1  | 50%           |
| Anorthosis Famagusta   | Chipre    | 2024-presente |     |    |    |    |               |
| Total                  | Total     | Total         | 116 | 54 | 27 | 36 | 54.31%        |

## Palmarés

### Campeonatos nacionales
| Título              | Club           | Sede       | Año     |
| ------------------- | -------------- | ---------- | ------- |
| Supercopa de Italia | Juventus F. C. | Trípoli    | 2002    |
| Serie A             | Juventus F. C. | Turín      | 2002/03 |
| Supercopa de Italia | Juventus F. C. | Nueva York | 2003    |
| Serie B             | Juventus F. C. | Turín      | 2006/07 |

### Campeonatos internacionales
| Título                 | Selección | Sede   | Año  |
| ---------------------- | --------- | ------ | ---- |
| Copa Mundial de Fútbol | Italia    | Berlín | 2006 |

### Distinciones individuales
| Distinción    | Año  |
| ------------- | ---- |
| Guerin d'Oro. | 2008 |

### Condecoraciones
| Distinción                                              | Año  |
| ------------------------------------------------------- | ---- |
| Collar de Oro al Mérito Deportivo.                      | 2006 |
| Oficial de la Orden al Mérito de la República Italiana. | 2006 |